# Золотой петушок (задник декорации Гончаровой к третьему акту балета)
За́дник декора́ции к тре́тьему а́кту бале́та «Золото́й петушо́к» — панно Натальи Гончаровой к третьему акту постановки Михаила Фокина оперы-балета «Золотой петушок» 1914 года для труппы Русский балет Дягилева по опере Николая Римского-Корсакова «Золотой петушок» в Опера́ (Париж).

## История
Задник декорации к третьему акту постановки Михаила Фокина оперы-балета «Золотой петушок» 1914 года для труппы Русский балет Дягилева по опере Николая Римского-Корсакова «Золотой петушок» в Опера́ (Париж) был написан Натальей Гончаровой в рамках её общей работы для этого балета.
Размер панно — 9×13 м.
В 1988 году работа предлагалась на аукционе Christie’s с эстимейтом £6 тыс. Цена реализации была близка к предварительной оценке. Это объяснялось экспертами тем, что немногие коллекционеры смогли бы разместить у себя панно со столь большими размерами.
В 2019 году работа Гончаровой принадлежала Galerie Gmurzynska и была выставлена галереей на продажу на весенней нью-йоркской выставке TEFAF с ценой «по запросу». В сопровождающем выставку издании с архивными изысканиями и статьями Джона Боулта и Георгия Коваленко упоминалось, что незадолго до выставки холст был продан за £6 млн.